# Pretzel hogtie
Preclíkový kozelec (anglicky Pretzel hogtie) je extrémně tvrdá forma spoutání do kozelce.
Spoutaná osoba leží na břiše s rukama za zády. Zápěstí, kolena, kotníky, chodidla a palce u nohou má pevně spoutány k sobě. Kolem prsou a přes ramena je opatřena postrojem z provazu, jehož centrální uzel je umístěný mezi lopatkami a slouží jako úchytný bod. V ústech má roubík a má zavázané oči. Pouta na zápěstí má pevně přivázána k poutům na kotnících a chodidla k ramennímu postroji. Přivazování se provádí velmi pevně; provaz se utáhne tak, že se svazované tělo prohne do oblouku. Dalším provazem se přiváže zadní části roubíku nebo pásky přes oči k palcům u nohou a opět se pevně utáhne, takže drží hlavu i s krkem vzadu v záklonu.
Dvě části takto spoutaného těla vyvozují silný tah na provaz, kterým jsou přivázána. Jsou to spoutané, dozadu ohnuté nohy, a hlava. Tah spoutaných nohou je rozložen přivázáním k zápěstím a ramennímu postroji, někdy i k loktům (jsou-li spoutané; potom pouta tvoří další opěrný bod), protože nejslabším článkem jsou zápěstí. Zakloněná hlava vyvozuje tah na spoutané palce u nohou, avšak ty jsou odolné i vůči silnému tahu. Zde je namáhána hlava (a krk) v místě přivázání, zejména jsou-li palce připoutány k roubíku nebo pásce vedené přes oči. Nemá-li být spoutání trýznivé, je vhodné palce připoutat k roubíku s postrojem nebo k masce, protože se tah zakloněné hlavy lépe rozloží na tvář (viz bondáž hlavy).
Jsou-li zápěstí připoutána ke kotníkům, jsou tažena dozadu za ramena. To způsobí oddálení loktů od sebe, takže nelze spoutat lokty k sobě (bondáž loktů). Lze-li lokty spoutat, je spoutání ještě tvrdší.
Většina lidí nedokáže vytrvat v takové poloze. Jen velmi málo jich vydrží delší dobu. Spoutání může být velmi bolestivé a může snadno vést k poranění, pokud není osoba spoutána správně a není pod nepřetržitým dohledem.